# La desobediència civil
La desobediència civil (títol original: Civil Disobedience) és un assaig de Henry David Thoreau publicat el 1849. H. D. Thoreau escriu sobre el tema de la desobediència civil, basant-se en la seva experiència personal.
El juliol del 1846, Thoreau va ser empresonat per no haver pagat voluntàriament un impost a l'estat nord-americà, ja que li retreia que sostingués l'esclavatge que regnava aleshores al sud i dugués a terme una guerra contra Mèxic. Va estar content de ser empresonat per aquest acte voluntari. No va passar més d'una nit a la presó, ja que el seu cercle va pagar la fiança, cosa que el va posar furiós.
Juntament amb el Discurs de la servitud voluntària d'Étienne de La Boétie, La desobediència civil és una obra fundadora del concepte de la desobediència civil.

## Resum
Thoreau afirma que, com que els governs solen ser més perjudicials que útils, no es poden justificar. La democràcia no és cap solució per a això, ja que les majories, simplement pel fet de ser-ho, no guanyen també en les virtuts de saviesa i de justícia. El judici de la consciència d'un individu no és necessàriament inferior a les decisions d'un cos polític o d'una majoria, per la qual cosa "no és desitjable cultivar un respecte per la llei, pel fet de ser-ho per dret. L'única obligació que jo tinc d'assumir és fer en qualsevol moment allò que em sembla correcte ... La llei mai no va fer que els homes fossin més justos, i, mitjançant el seu respecte per ella, fins i tot els ben intencionats es fan cada dia agents d'injustícia." Afegeix," no puc reconèixer ni un instant com a govern meu el que és també el govern dels esclaus".
El govern, segons Thoreau, no és només corrupte o injust en el transcurs de la seva tasca tan important, sinó que de fet el govern és principalment un agent de corrupció i injustícia. Per això, "no és massa d'hora per tal que homes honrats es rebel·lin i revolucionin".
Els filòsofs polítics han aconsellat precaució sobre la revolució perquè el trastorn de la revolució provoca generalment molta despesa i patiment. Thoreau sosté que aquesta anàlisi de costos i beneficis és inapropiada quan el govern facilita activament una injustícia tan extrema com l'esclavitud. Una immoralitat fonamental justifica qualsevol dificultat o despesa per acabar-la. "Aquest poble ha de deixar de mantenir l'esclavatge i de fer la guerra a Mèxic, tot i que li costi la seva existència com a poble".
Thoreau diu a la seva audiència que no poden culpar d'aquest problema només als polítics del sud de l'esclavitud, sinó que han de culpar aquells que es troben, per exemple, a Massachusetts, "que estan més interessats en el comerç i l'agricultura que en la humanitat, i no ho estan disposats a fer justícia a l'esclau i a Mèxic, pel cost que implicaria... Hi ha milers d'opinions contraries a l'esclavitud i a la guerra, que en efecte no fan res per acabar-les." (Vegeu també: Slavery in Massachusetts (Esclavitud a Massachusetts) de Thoreau, que també avança aquest argument.)
Exhorta la gent a no esperar passivament l'oportunitat de votar per la justícia, perquè votar per la justícia és tan poc efectiu com desitjar justícia; el que heu de fer és ser realment justos. Això no vol dir que teniu l'obligació de dedicar la vostra vida a lluitar per la justícia, però teniu l'obligació de no cometre o proporcionar suport a aquesta injustícia.
El pagament d'impostos és una forma de col·laborar de les persones ben intencionades en la injustícia. Les persones que proclamen que la guerra a Mèxic és incorrecta i que és incorrecte fer complir l'esclavitud es contradiuen si financen les dues coses pagant impostos. Thoreau assenyala que les mateixes persones que aplaudeixen els soldats per negar-se a combatre una guerra injusta no són les mateixes que estan disposades a negar-se a finançar el govern que va iniciar la guerra.
En una república constitucional com els Estats Units, la gent sol pensar que la resposta adequada a una llei injusta és intentar utilitzar el procés polític per canviar la llei, obeint i respectant la llei fins que no es canviï. Però, si la llei és clarament injusta i el procés legislatiu no està dissenyat per suprimir aquestes lleis injustes ràpidament, Thoreau diu que la llei no mereix cap respecte i que s'hauria de trencar. En el cas dels Estats Units, la mateixa Constitució consagra la institució de l'esclavitud i, per tant, es troba sota aquesta condemna. Els abolicionistes, segons l'opinió de Thoreau, haurien de retirar completament el suport al govern i deixar de pagar impostos, fins i tot si això significa l'empresonament o, fins i tot, la violència.
| « | Sota un govern que empresona injustament, el veritable lloc per a un home just és també una presó ... on l'Estat col·loca els que no estan amb ell... la [presó és la] única casa d'un Estat esclavista en què un home lliure pot complir amb honor ... Només votant, no només llences una tira de paper, sinó també la teva influència. Una minoria és impotent mentre s'ajusta a la majoria; ni tan sols és una minoria; però és irresistible quan obstrueix amb tot el pes. Quan l'alternativa és mantenir tots els homes a la presó o renunciar a la guerra i a l'esclavitud, l'Estat no dubtarà què triar. Si un miler d'homes no pagués les seves factures d'impostos aquest any, això no seria una mesura violenta i sagnant, pagant permetria a l'Estat cometre violència i vessar sang innocent. Aquesta és, de fet, la definició d'una revolució pacífica, si fos possible. […] Però fins i tot suposem que hagués de rajar sang, en certa manera quan la consciència està ferida no és com si sagnés?. Per aquesta ferida, surt la vertadera virilitat i immortalitat de l'home, i sagna fins a una mort eterna. Veig que aquesta sang ja raja ara. | » |

Com que el govern represaliarà, Thoreau diu que prefereix viure en senzillesa perquè així té menys a perdre. "Puc permetre'm de refusar fidelitat a Massachusetts... Em costa menys en tots els sentits incórrer en la pena de desobediència a l'Estat que no pas obeir-lo."
Va ser empresonat breument per negar-se a pagar l'impost per cap, però fins i tot a la presó se sentia més lliure que la gent de fora. La considerava una experiència interessant i en sortí amb una nova perspectiva sobre la seva relació amb el govern i els seus ciutadans. (Va ser alliberat l'endemà quan "algú va interferir i va pagar aquest impost").
Thoreau va dir que estava disposat a pagar l'impost, quan aquest fos per beneficiar els seus veïns, però es va oposar als impostos que anessin a donar suport al propi govern, fins i tot quan no pogués saber si la seva contribució en particular es destinaria a un projecte injust o un de beneficiós.
Com que el govern és artificial, no és un element de la natura ni un acte de Déu, Thoreau esperava que es pogués raonar amb els seus responsables. A mesura que van anar passant governs, va pensar que el govern dels Estats Units, amb totes les seves falles, no era el pitjor i fins i tot tenia algunes qualitats admirables. Però sentia que podríem i hauríem d'insistir en el millor. "El progrés d'una monarquia absoluta a una de limitada, d'una monarquia limitada a una democràcia, és un progrés cap a un veritable respecte de l'individu ... És possible que la democràcia, com la coneixem, sigui la darrera millora del govern?. No és possible fer un pas més cap al reconeixement i l'organització dels drets de l'home?. Mai no hi haurà un Estat realment lliure i il·luminat fins que l'Estat vingui a reconèixer l'individu com un poder superior i independent, del qual se'n deriva tot el seu propi poder i l'autoritat, i el tracta en conseqüència."
Un aforisme atribuït sovint a Thomas Jefferson, "El millor govern el que menys governa...", es troba realment en la Desobediència Civil de Thoreau. Aparentment, Thoreau parafrasejava el lema de The United States Magazine i Democratic Review: "El millor govern és el que menys governa", que també podria inspirar-se a la 17ª estrofa de Daodejing de Laozi: "Els millors governants són on els seus súbdits gairebé no els coneixen." Thoreau la va expandir significativament:
| «                             | Accepto sincerament el lema: "El millor govern és el que menys governa;" i m'agradaria veure que actua de manera més ràpida i sistemàtica. Finalment, responent a això, també crec, "Aquest govern és millor que el que no governa;" i quan els homes estiguin preparats per a això [el governar menys], aquest serà el tipus de govern que tindran. | » |
| — Thoreau, Civil Disobedience | |   |

## Influència
El seu pensament ha influït en:
- Mohandas Gandhi
- Martin Luther King, Jr.
- Martin Buber
- Lev Tolstoi